# The Geist of Alec Empire
The Geist of Alec Empire – trzypłytowy album kompilacyjny niemieckiego muzyka Aleca Empire, wydany w 1997 roku przez Geist Records. Zawiera utwory wydane wcześniej na albumach studyjnych, trudno dostępnych kompilacjach i wcześniej niewydane kompozycje.

## Lista utworów
CD1
1. "22:24" (Video Version)[1] - 4:44
2. "Kick Some Soul Pt. 2" - 5:58
3. "Kick Some Soul Pt. 1" - 7:53
4. "Kick Some Dirt Pt. 2" - 5:40 (oryginalna pisownia: "Kick Some Dirt Pt 2")
5. "I'm Gonna Die If I Fall Asleep Again" - 5:21
6. "God Told Me How to Kiss" - 6:52
7. "Many Bars and No Money" - 5:59
8. "___ (Low on Ice-Track 2)" - 6:41 (utwór oryginalnie niezatytułowany)
9. "Sweet" - 5:58
10. "3 Bullets in the Back" - 6:12
11. "City of Lights" - 7:10 (tytuł oryginalny: "Cities of Light")

CD2
1. "Sieg Über die Mayday HJ" - 5:12 (oryginalna pisownia: "Sieg Über die Mayday-HJ")
2. "Get Some" - 5:38
3. "Low on Ice" - 7:53
4. "The Backside of My Brain" - 7:55
5. "Maschinenvolk" - 7:37
6. "Civilisation Virus" - 13:28 (oryginalny tytuł: "Civilization Virus (Original Motion Picture Soundtrack)"
7. "Metall Dub" - 6:58
8. "13465" - 4:08
9. "Stahl und Blausäure" - 4:48
10. "Lash the Nineties" (Short Edit)[2] - 8:23 (oryginalna pisownia: "Lash the 90ties")

CD3
1. "The Sun Hurts My Eyes" - 12:07
2. "The Report" - 7:16
3. "SuEcide" - 6:32
4. "___ (Low on Ice-Track 6)" - 5:50 (utwór oryginalnie niezatytułowany)
5. "Slowly Falling in Love" - 4:18
6. "Walk the Apocalypse" - 5:11
7. "La Ville de Filles Mortes" - 5:40
8. "Opus 28 - Pour la Liberte des Milles Universes" - 6:10 (oryginalna pisownia: "Opus 28; Pour la Liberté des Mille Universes")
9. "La Guerre D'Opium" - 6:15
10. "Swimming Through Nails" - 6:53
11. "We Have Arrived" - 3:56
12. "Clean Circuit" - 3:41